# Los dos plebes
Los dos plebes es un álbum de estudio de la banda mexicana Los Tigres del Norte, fue distribuido por la discográfica Fonovisa el 19 de abril de 1994 e incluye 14 pistas de audio escritas en su mayoría por Teodoro Bello y Paulino Vargas, y tiene una duración de 43 minutos y 7 segundos.

## Lista de canciones
La lista de canciones es la siguiente:

| Los dos plebes |                             |          |  |
| N.º            | Título                      | Duración |  |
| 1.             | «Los dos plebes»            | 3:30     |  |
| 2.             | «La mesa del rincón»        | 3:23     |  |
| 3.             | «Entre el amor y yo»        | 2:10     |  |
| 4.             | «Te malpasan de amor»       | 2:24     |  |
| 5.             | «Perdonen mi canto»         | 3:25     |  |
| 6.             | «El último atardecer»       | 3:11     |  |
| 7.             | «Agua salada»               | 3:26     |  |
| 8.             | «Si no me falla el corazón» | 3:03     |  |
| 9.             | «Muerte anunciada»          | 3:41     |  |
| 10.            | «La vida es una»            | 2:26     |  |
| 11.            | «No me quedaré»             | 2:53     |  |
| 12.            | «Que ganarías»              | 2:38     |  |
| 13.            | «Sebas López»               | 3:08     |  |
| 14.            | «Asómate a mi copa»         | 3:43     |  |
| 43:07          |                             |          |  |

## Personal
Personal según Allmusic:
- Hernán Hernández — integrante de la banda
- Jorge Hernández — integrante de la banda
- Eduardo Hernández - integrante de la banda
- Raúl Hernández — integrante de la banda
- Oscar Lara — integrante de la banda
- Barbara J. Seese - Diseño, Diseño Gráfico
- Bill Hernández - Vestuario
- Francisco Quintero - Compositor
- Jim Deen - Ingeniero, Mezcla
- Paulino Vargas - Compositor
- Teodoro Bello - Compositor
- Thomas Canny - Ilustraciones